# Chříč
Chříč település Csehországban, a Észak-plzeňi járásban. Chříč Krakovec, Studená, Holovousy, Zvíkovec, Slatina, Slabce és Šípy településekkel határos. Lakosainak száma 247 fő (2024. január 1.).

## Népesség
A település lakosságának változását az alábbi diagram mutatja:
| Lakosok száma | 690  | 618  | 566  | 308  | 267  | 190  | 204  | 214  | 209  | 247  |
|               | 1869 | 1900 | 1921 | 1961 | 1980 | 2011 | 2016 | 2019 | 2021 | 2024 |